# Aeropuerto Internacional de Hat Yai
El Aeropuerto Internacional de Hat Yai (en tailandés: ท่าอากาศยานหาดใหญ่) (IATA: HDY, ICAO: VTSS) es el principal aeropuerto hub del sur de Tailandia, cerca de la ciudad de Hat Yai. Se encuentra bajo la administración de Aeropuertos de Tailandia, PLC ( AOT ), se trata de un aeropuerto importante para los musulmanes en la peregrinación a La Meca. Anualmente, maneja más de 1.500.000 pasajeros, 9.500 vuelos y 12.000 toneladas de carga. En la longitud 100° 23' 55 "E y de la latitud 06 ° 55' 46 " N, 28 m sobre el nivel del mar , el aeropuerto está a 9 km (6 millas) del centro de Hat Yai. La Carretera 4135 ( Sanambin Panij) enlaza con el aeropuerto. Sus horas de servicio son entre las 06:00 y las 24:00.